# ناتسارنو زامپرلا
ناتسارنو زامپرلا (ایتالیایی: Nazzareno Zamperla؛ ‏ ۲۵ آوریل ۱۹۳۷ – ۱۹ مارس ۲۰۲۰) بازیگر و بدل‌کار اهل ایتالیا بود.

## گزیدهٔ فیلم‌شناسی
- ۱۹۸۲ - جو موز فروش (در عنوان‌بندی نیامده)
- ۱۹۸۱ - بادی به غرب می‌رود (در عنوان‌بندی نیامده)
- ۱۹۷۹ - مردی که به زانو درآمد
- ۱۹۷۷ - کالیفرنیا (در عنوان‌بندی نیامده)
- ۱۹۷۳ - تونی آرزنتا (در عنوان‌بندی نیامده)
- ۱۹۶۹ - این گروه مرگبار
- ۱۹۶۸ - هفت ضربدر هفت
- ۱۹۶۷ - نوبت توست که بمیری
- ۱۹۶۶ - هفت تپانچه برای خانواده مک‌گرگور (در عنوان‌بندی نیامده)
- ۱۹۶۲ - ببر هفت دریا
- ۱۹۶۵ - تپانچه‌ای برای رینگو
- ۱۹۵۹ - بن هور (در عنوان‌بندی نیامده)
- ۱۹۵۴ - جاده (در عنوان‌بندی نیامده)